# Bencze Gergely
Bencze Gergely (Lemhény, 1854. március 8. – Sopron, 1925. október 15.) kémikus, erdőmérnök, vegyész, főiskolai tanár. Miniszteri tanácsos, a magyar királyi Bányamérnöki és Erdőmérnöki Főiskola nyugalmazott rendes tanára.

## Életpályája
Általános iskoláját Lemhényben, majd Kézdivásárhelyen járta ki. Középiskolai tanulmányait Kolozsváron végezte el. 1875–1879 között végzett a selmecbányai erdészeti akadémián. 1879–1881 között a kincstári erdészetnél dolgozott Gödöllőőn, majd 1882-től Péterin. 1882–1885 között Müncheni tanulmányúton volt. 1885-ben vegyészmérnöki oklevelet szerzett. 1885 telén Münchenben súlyosan megbetegedett. 1885-ben visszatért Selmecbányára. 1885–1888 között a selmecbányai főiskolán kémiából megbízott előadó, 1888–1891 között rendkívüli, 1891–1923 között rendes tanár volt az Erdészeti Vegytani Tanszéken. 1885–1923 között a tanszék vezetője volt. 1911-ben főerdőtanácsos lett. 1918-ban miniszteri tanácsosi címet kapott. 1919-ben miniszteri tanácsos lett. 1919–1922 között a Sopronban oktatott a Magyar Királyi Bányászati és Erdészeti Főiskolán. 1921–1922 között a Bányamérnöki és Érdőmérnöki Főiskolán tanított. 1923-ban nyugdíjba vonult.
A bükkfa papírgyártási célokra való kémiai feldolgozásával kísérletezett. Cikkeket írt erdészeti és bányászati szaklapokba.

## Művei
- Észrevételek az agrogeológiai értekezleten megtartott tanácskozások alkalmából